# Deborah Kara Unger

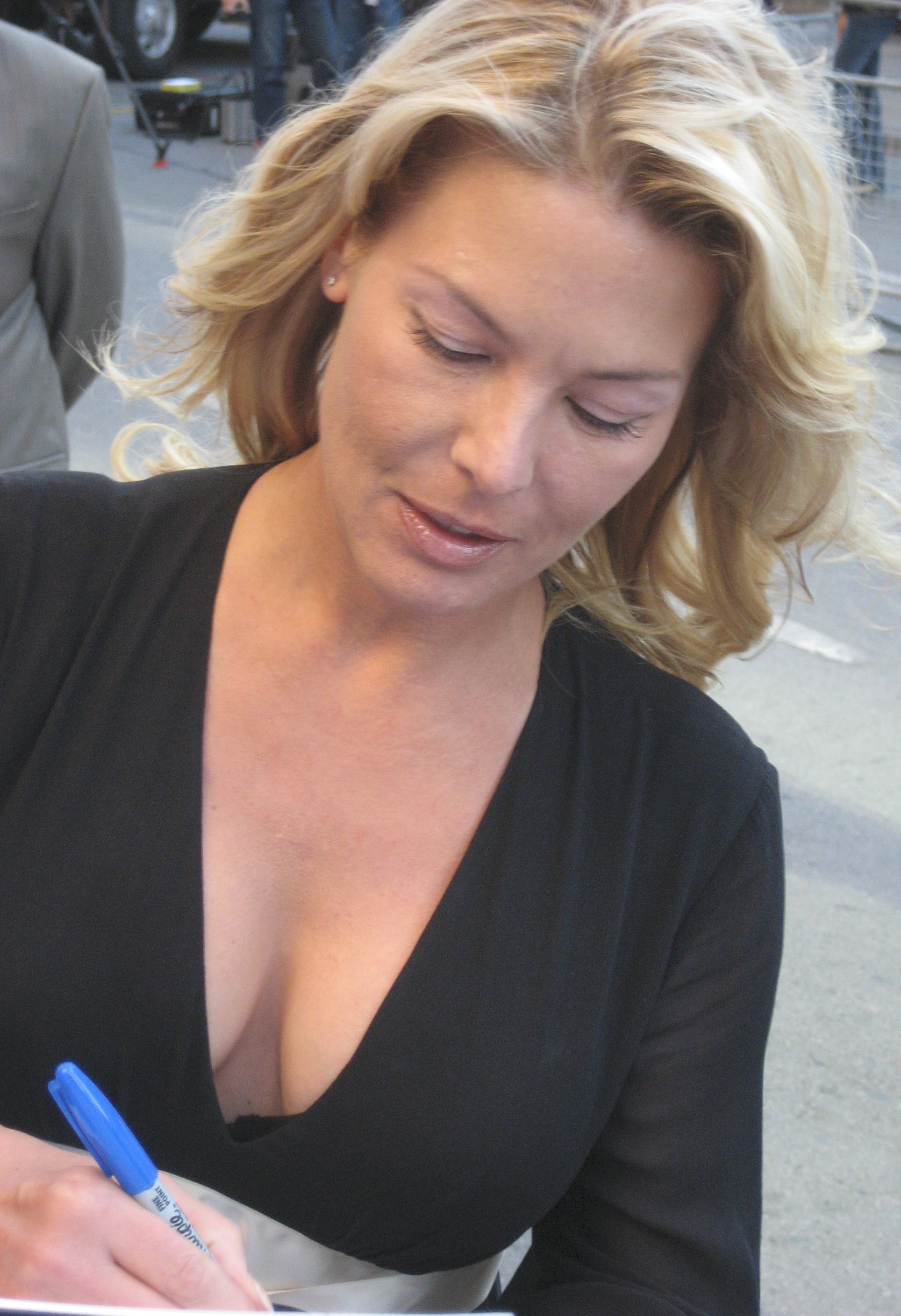
Deborah Kara Unger auf dem Toronto International Film Festival 2007

Deborah Kara Unger (* 12. Mai 1966 in Vancouver, British Columbia) ist eine kanadische Schauspielerin.

## Leben und Karriere
Deborah Kara Unger ist die Tochter einer Nuklearwissenschaftlerin und eines Gynäkologen. Bevor Unger Schauspielerin wurde, studierte sie Wirtschaft und Philosophie an der University of British Columbia. Später wurde sie in Australien (als erste Kanadierin) in das National Institute of Dramatic Art aufgenommen.
2000 und 2003 wurde Unger für Ein Hauch von Sonnenschein und Zwischen Fremden für den Genie Award nominiert.
Unger lebt in Vancouver und in Los Angeles.

## Filmografie (Auswahl)
- 1989: Bangkok Hilton
- 1990: Blutiger Schwur (Prisoners of the Sun)
- 1990: Till There Was You
- 1990: Breakaway
- 1992: Whispers in the Dark
- 1994: State of Emergency
- 1994: Highlander III – Die Legende (Highlander III – The Sorcerer)
- 1996: Crash
- 1996: Unter Brüdern (No Way Home)
- 1997: Keys to Tulsa
- 1997: The Game
- 1998: Luminous Motion
- 1998: The Rat Pack
- 1999: Youri
- 1999: Payback – Zahltag (Payback)
- 1999: The Weekend
- 1999: Ein Hauch von Sonnenschein (The Taste of Sunshine)
- 1999: Hurricane (The Hurricane)
- 2000: Signs & Wonders
- 2001: Ten Tiny Love Stories
- 2002: The Salton Sea
- 2002: Zwischen Fremden (Between Strangers)
- 2002: Leo
- 2003: Dreizehn (Thirteen)
- 2003: Fear X
- 2003: Hollywood North
- 2003: Stander
- 2003: Emile
- 2004: One Point Zero – Du bist programmiert (One Point 0, auch: Paranoia 1.0)
- 2004: Lovesong for Bobby Long (A Love Song for Bobby Long)
- 2005: White Noise – Schreie aus dem Jenseits (White Noise)
- 2005: Dinge, die von Bäumen hängen (Things That Hang from Trees)
- 2006: Alibi – Ihr kleines schmutziges Geheimnis ist bei uns sicher (The Alibi)
- 2006: Silent Hill
- 2007: 88 Minuten (88 Minutes)
- 2009: Walled In
- 2009: Messages Deleted
- 2009: Angel and the Bad Man (Fernsehfilm)
- 2010: Dein Weg (The Way)
- 2011: Combat Hospital
- 2011: Samuel Bleak
- 2011: The Maiden Danced to Death
- 2011: The City of Gardens
- 2012: Silent Hill: Revelation
- 2012: Der Samariter – Tödliches Finale (The Samaritan)
- 2012: Die dunkle Wahrheit (A Dark Truth)
- 2013: Samuel Black
- 2015: Dangerous Arrangement
- 2015: The Hollow (Fernsehfilm)
- 2015: Rehearsal
- 2017: Vengeance – Pfad der Vergeltung (Vengeance: A Love Story)
- 2017: A Thought of Ecstasy
- 2017: Jackals
- 2019: Torch
- 2022: The Long Night

## Auszeichnungen und Nominierungen
| Jahr | Resultat  | Preis                                         | Kategorie               | Film                                  |
| ---- | --------- | --------------------------------------------- | ----------------------- | ------------------------------------- |
| 2000 | Gewonnen  | Seattle International Film Festival           | Bestes Ensemble         | The Weekend                           |
| 2000 | Nominiert | Genie Awards                                  | Beste Nebendarstellerin | Ein Hauch von Sonnenschein            |
| 2003 | Nominiert | Genie Awards                                  | Beste Hauptdarstellerin | Between Strangers                     |
| 2003 | Gewonnen  | Dubrovnik International Film Festival         | „Libertas Award“        |                                       |
| 2003 | Nominiert | Sonoma Valley Film Festival                   | „Imagery Honors Award“  |                                       |
| 2004 | Gewonnen  | Method Fest                                   | Beste Hauptdarstellerin | Emile                                 |
| 2005 | Gewonnen  | Málaga International Week of Fantastic Cinema | Beste Hauptdarstellerin | One Point Zero – Du bist programmiert |
| 2010 | Gewonnen  | Action on Film International Film Festival    | „Half-Life Award“       |                                       |